# Antipionycha
Antipionycha is een geslacht van kevers uit de familie van de loopkevers (Carabidae). De wetenschappelijke naam van het geslacht is voor het eerst geldig gepubliceerd in 1928 door Liebke.

## Soorten
Het geslacht Antipionycha is monotypisch en omvat slechts de volgende soort:
- Antipionycha puncticollis Liebke, 1928